# Деменков, Василий Георгиевич
Васи́лий Гео́ргиевич Деменко́в (р. 17 января 1944) — советский и российский учёный-электротехник. Доктор технических наук (2002), профессор Обнинского института атомной энергетики.

## Биография
Василий Деменков родился 17 января 1944 года.
В 1992 году защитил диссертацию на соискание учёной степени кандидат технических наук по теме «Разработка и создание измерительной техники временных спектрометров наносекундного диапазона».
В 2002 году защитил диссертацию на соискание учёной степени доктора технических наук по теме «Инструментальная среда регистрации распределений наносекундных интервалов времени для фундаментальных и прикладных исследований».
Профессор кафедры «Электротехника и электроника» Обнинского института атомной энергетики.

### Учебные пособия
- Деменков В. Г. Интервалы времени и временные сдвиги в электронной технике : учеб. пособие по курсам «Основы электроники», «Элементы автоматики», «Измерительно-информационная техника». — Обнинск: ИАТЭ, 2005. — 76 с.
- Деменков В. Г. Электронная техника линейных методов обработки детекторных сигналов: Учебное пособие по курсам «Ядерная электроника», «Спецэлектроника», «Измерительно-информационная техника». — Обнинск: ИАТЭ, 2007. — 80 с.
- Деменков В. Г. Электронные средства нелинейных методов обработки сигналов детекторных устройств : учеб. пособие по курсам «Ядерная электроника», «Спецэлектроника», «Измерительно-информационная техника». — Обнинск: ИАТЭ, 2008. — 80 с.
- Деменков В. Г. Электронные методы и техника измерения параметров ядерных излучений: Учебное пособие по курсам «Ядерная электроника», «Спецэлектроника», «Измерительно-информационная техника». — Обнинск: ИАТЭ, 2009. — 80 с.
- Деменков В. Г., Типикин Е. Г. Переходные процессы в линейных электрических цепях первого порядка: Учебное пособие по курсам «Электротехника и электроника», «Теоретические основы электротехники». — Обнинск: ИАТЭ НИЯУ МИФИ, 2010. — 52 с.
- Деменков В. Г. Методы и электронные средства автоматизации экспериментальных исследований: Учебное пособие по курсам «Ядерная электроника», «Спецэлектроника», «Измерительно-информационная техника». — Обнинск: ИАТЭ НИЯУ МИФИ, 2011. — 80 с.

### Статьи
- Деменков В. Г., Кулабухов Ю. С., Нестеренко B.C., Тимохин Л. А. Применение статистического усреднения для улучшения дифференциальной нелинейности временного аналого-цифрового преобразователя, //ж. ПТЭ. 1971. № 6. с.83.
- Гончар А. И., Деменков В. Г., Нестеренко B.C., Семенков В. Ф., Чубаров С. И. Модульная система для обеспечения амплитудно-временного анализа. II Препринт ФЭИ-419. Обнинск. 1973.
- Деменков В. Г., Кулабухов Ю. С., Нестеренко B.C., Тимохин JI.A. Аппаратурная коррекция влияния просчетов на форму временных спектров. // ж. ПТЭ. 1975. № 2. с.30.
- Деменков В.Г, Нестеренко B.C. Быстрая схема совпадений/ЯТГЭ. 1976. № 2. с.70.
- Деменков В. Г., Кулабухов Ю. С., Нестеренко B.C. и до. Система модулей для временного анализа. // Препринт ФЭИ 724. Обнинск. 1976.
- Деменков В. Г., Кулабухов Ю. С., Нестеренко B.C., и до. Временной аналого-цифровой преобразователь. // Матер. I Всес. совещ. по автом. научн. иссл. в ядер. физ. (Киев 12-14 окт. 1976) Киев. 1976. с.191.
- Гуськов Ю. К., Саввов Р. В., Деменков В. Г.,Слободянюк В. А. и др. Времяпролетный спектрометр для измерения сечения упругого рассеяния электронов с энергиями Е=(0,04-1-1,5) эВ на атомах. // Препринт ФЭИ-664. Обнинск. 1976.
- Деменков В. Г., Заболотский В. И., Кулабухов Ю. С. Маталин JI.A. и до. Электронные устройства корреляционного спектрометра быстрых нейтронов по времени пролёта. // Препринт ФЭИ-723. Обнинск. 1976.
- Труфанов А. М., Нестеренко B.C., Ловчикова Г. Н., Деменков В. Г. и до. Спектрометр быстрых нейтронов на базе ЭГП-10М ФЭИ. II нгс. ВАНТ. сер. Реакгоросгр. Обнинск. 1977. Вып.5.(19) с.29.
- Деменков В. Г., Нестеренко B.C., Миронов А. Н. Логическое устройство для много детекторного временного анализа. // снг. ВАНТ. сер. Реакторостроение. вып. (5)19. 1977. с. 16.
- Деменков В. Г., Нестеренко B.C. Временной преобразователь с коэффициентом 2. П Матер. П Всесоюзн. совещ. по автомат, ваучн. исслед. в ядер. физ. (Алма-Ата 11-13 октябр. 1978) Алма-Ата. 1978. с. 199.
- Деменков В. Г., Кулабухов Ю. С., Нестеренко B.C. и др. Временной преобразователь время-амплитуда-время с большим коэффициентом преобразования. // ж. ПТЭ. 1978. № 3. с. 109.
- Деменков В. Г., Нестеренко B.C., Миронов А.Н Логическое устройство для многодетекторного анализа. // Матер. УП Межд. симп. по вопр. взаим. быс. нейг. с ядр. (Гаусик 21-25нояб. 1977) ZfK-376. Dresden. 1978. с. 141
- Котельникова Г. В., Ловчикова Г.Н, Сальников O.A., Деменков В. Г. и до. Нейтронные спектры из реакции (р, п) на тантале. Препринт ФЭИ-897. Обнинск. 1979.
- Труфанов А. М., Ловчикова Г. Н., Нестеренко B.C., Деменков В. Г. и до. Спектрометр быстрых нейтронов на базе электростатического перезарядного ускорителя, //ж. ПТЭ. 1979. № 2. с.50.
- Романов В. М., Макаров О. И.гМатусевич Е. С., Деменков В. Г., Зайцев М. Ю. Исследование нейтронной кинетики в наносекундной области в сфере из обедненного урана // Препринт ФЭИ-1282. Обнинск. 1982.
- Лычагин A.A., Девкин Б. В., Деменков В. Г. Виноградов В. А. и др. Измерение спектров неупругого рассеяния нейтронов на спектрометре по времени пролёта с пролетной базой 7 м. // Препринт. ФЭИ-1406. Обнинск. 1983.
- Бежунов Г. М., Матусевич Е. С., Деменков В. Г., Дубинкин A.A. и др. Исследование временной эволюции спектров нейтронов утечки с поверхности молибденовой сферы. // Препринт ФЭИ-1554. Обнинск. 1984.
- Андриашин A.B., Гончар А. И., Деменков В. Г. и др. Автоматизированная система для проведения многомерных исследований в ядерной и атомной физике. // Препринт ФЭИ-1978. Обнинск. 1987.
- Деменков В. Г., Нестеренко B.C. Временной аналого-цифровой преобразователь в стандарте КАМАК. // Препринт ФЭИ-1939. Обнинск. 1988.
- Андриашин A.B., Гончар А. И., Деменков В. Г., Маев С. Н. и др. Измерительно -вычислительный комплекс «ПОЗИТРОН» для исследований по радиационной физике металлов. // Препринт ФЭИ-1925. Обнинск. 1988.
- Андриашин A.B., Гончар А. И., Деменков В. Г. и др. Подсистема переднего плана для ядерно-физических исследований. // Матер. V Всес. симп. по автомат, иссл. в ядер, физ. и смеж. обл. // изд. ФАН Узбек. ССР. Ташкент 1988. с.39.
- Деменков В. Г. Времяамплитудный преобразователь для измерительных систем ианосекундного диапазона. // Препринт ФЭИ-1937 Обнинск 1988.
- Гончар А. И., Деменков В. Г., Миронов А.Н, и др. Электронные модули для организации временного анализа. И Матер. V Всес. сем. по авт. иссл. в яд. физ. и смеж. обл. (Ташкент 15-17 нояб.1988) Изд. ФАН Узбек. ССР. Ташкент. 1988. с.97.
- Деменков В. Г., Нестеренко B.C., Труфанов А. М., Ловчикова Г. Н. и до. Автоматизированная информационно-измерительная система на базе мини-ЭВМ СМ-1420 для исследования спектров быстрых нейтронов.// Препр. ФЭИ-2013. Обнинск. 1989.
- Деменков В. Г., Нестеренко B.C. Временной АЦП наносекундного диапазона.// Матер. IV Всес. птк. Автомат, науч. исслед. в ядер. физ. и астрофиз. КИЯИ. АН УССР. Киев. 1990. с.92.
- Нестеренко B.C., Гончар А. И., Деменков В. Г., Семенов В. А. Быстрая схема временной селекции // Матер. IV Всес. шк. автом. науч. иссл. в ядер. физ. и астроф. (Ужгород 8-13 окт. 1990) КИЯИ АНУССР. Киев.1990.с. 90
- Деменков В. Г., Нестеренко B.C. Трансформатор длительности временных интервалов.// Матер. IV Всесоюз. шк. Автоматиз. науч. исслед. в ядер. физ. и астрофиз. (Ужгород. 8-13 окт. 1990) КИЯИ. АН УССР Киев 1990. с.88.
- Труфанов А. М. Ловчикова Г.Н, Поляков A.B., Деменков В. Г. и до. Энергетическое распределение нейтронов деления ^Np. // ж. ЯФ. 1992. т.55 с289
- Девкин Б. В., Деменков В. Г., Кобазев МГ., Лычагин A.A. и до. Спектры нейтронов утечки из AI, Ni, Ti сфер с 14 МэВ источником нейтронов. // снт. ВАНТ. сер. Ж. 1992. Вып.1. с.48.
- Деменков В. Г., Журавлев Б. В., Лычагин A.A., Милыпин В. И., Трыкова В. И. Много детекторный спектрометр быстрых нейтронов по времени пролёта. II ж. ПТЭ. 1993. № 3 с. 43.
- Журавлев Б. В., Лычагин A.A., Деменков В. Г. и до. Спектр нейтронов утечки из Fe сферы с калифорниевым источником нейтронов. // ж. АЭ. 1994. т.76 (3). с.329.
- Деменков В. Г., Журавлев Б. В., Лычагин A.A. Устройство для многодетекторного временного анализа ваносекундного диапазона. // ж. ПТЭ. 1995. № 6 с.69
- Корнилов Н. В. Кагаленко А. Б., Деменков В. Г. Барыба ВЛ. и до. Неупругое рассеяние нейтронов для Np-237. // V Междунар. симп. по взаимод. нейтр. с ядрами. (ISINN-5) ОИЯИ. Дубна. 1997. E3-97-213. с.297.
- Деменков В. Г., Журавлев Б. В. Применение компенсатора наложений для снижения искажений регистрируемых временных спектров. // ж. ПТЭ. 1997. № 5. с35.
- Корнилов HB., Кагаленко А. Б., Деменков В. Г., Барыба ВЛ. и до. Спектр нейтронов деления для Np при энергии 0,5 МэВ падающих нейтронов. // V Междунар. симп. по взаимод. нетр. с ядоами. (ISINN-5) ОИЯИ. Дубна. 1997. E3-97-213. с.304.
- Лычагин A.A. Журавлев Б. В. Деменков В. Г. Трыкова В. И. Полное сечение 237Np для нейтронов в диапазоне энергий 0.5-9.0 МэВ. // V Междунар. симп. по взаимод нейгр. с ядрами. (ISINN-5) ОИЯИ. Дубна. 1997. E3-97-213. с.355.
- Деменков В. Г., Журавлев Б. В. Экспандер временных интервалов наносекундного диапазона. II ж. ПТЭ 1999. № 4. с. 104.
- Деменков В. Г., Журавлев Б. В., Лычагин A.A., Трыкова В. И. Модуль деления частоты следования сишалов с каналом управления. // Препр. ФЭИ-2792. Обнинск. 1999.
- Деменков В. Г., Журавлев Б. В., Лычагин A.A., Трыкова В. И. Двухканальное устройство отбора событий в спектрометрии быстрых нейтронов по времени пролёта. // ж. ПТЭ. 2000. № 2. с.66.
- Корнилов Н. В., Кагаленко А. Б., Барыба ВЛ., Деменков В. Г. и до. Неупругое рассеяние нейтрона и спектр нейтронов вынужденного деления для ^Np. // ж. Annals of Nucí. Ener. V27. (2000). p. 1643.

### Авторские свидетельства
- АС 981925 SU МКИ G04F10/04 Измеритель временных интервалов. Деменков В. Г., Нестеренко B.C. // би. 46.1982. с.214.
- A.C. 1256665. SU. МКИ. НОЗК5/19. Многоканальный временной селектор импульсов. Деменков В. Г., Миронов А. Н., Нестеренко B.C. // би 33.1986. с.276.
- A.C. 1525914. SU. МКИ Н03М1/50., G04F10/04. Преобразователь временных интервалов. Деменков В. Г., Нестеренко B.C. // би. 44.1989. с.260.
- АС 1052097 SU МКИ G04F10/04 Измеритель временных интервалов. Деменков В. Г., Нестеренко B.C. // би. 46. 1989. с.287.
- A.C. 1412567. SU. МКИ. Н03К5/26. Устройство селекции временных событий. Нестеренко B.C., Гончар А. И., ДеменковВ. Г., Семенов В. А. // би 33. 1990. с.284.
- A.C. 1746532. SU. МКИ Н03М1/50., G04F10/04. Преобразователь временных интервалов. Деменков В. Г., Нестеренко B.C. II би 25. 1992. с.23о.